# Лаграндж (округ, Індіана)
Шаблон:StateAbbr_ 41°38′30″ пн. ш. 85°25′00″ зх. д. / 41.641666666667° пн. ш. 85.416666666667° зх. д.
Округ Лаграндж (англ. LaGrange County) — округ (графство) у штаті Індіана, США. Ідентифікатор округу 18087.

## Історія
Округ утворений 1832 року.

## Демографія
За даними перепису
2000 року
загальне населення округу становило 34909 осіб, зокрема міського населення було 3186, а сільського — 31723.
Серед мешканців округу чоловіків було 17681, а жінок — 17228. В окрузі було 11225 домогосподарств, 8856 родин, які мешкали в 12938 будинках.
Середній розмір родини становив 3,54.
Віковий розподіл населення поданий у таблиці:
| Стать    | До 15 років | 15-21 | 22-29 | 30-39 | 40-49 | 50-65 | 65-85 | Понад 85 |
| -------- | ----------- | ----- | ----- | ----- | ----- | ----- | ----- | -------- |
| Чоловіки | 5182        | 2173  | 1900  | 2331  | 2171  | 2383  | 1428  | 113      |
| Жінки    | 4699        | 1958  | 1774  | 2250  | 2145  | 2450  | 1690  | 262      |

## Суміжні округи
- Бранч, Мічиган — північний схід
- Стойбен — схід
- Нобл — південь
- Елкгарт — захід
- Сент-Джозеф, Мічиган — північний захід

## Виноски
1. ↑  U.S. Decennial Census. United States Census Bureau. Архів оригіналу за 4 квітня 2018. Процитовано 10 липня 2014.
2. ↑  Historical Census Browser. University of Virginia Library. Архів оригіналу за 11 серпня 2012. Процитовано 10 липня 2014.
3. ↑  Population of Counties by Decennial Census: 1900 to 1990. United States Census Bureau. Архів оригіналу за 4 жовтня 2014. Процитовано 10 липня 2014.
4. ↑  Census 2000 PHC-T-4. Ranking Tables for Counties: 1990 and 2000 (PDF). United States Census Bureau. Архів оригіналу (PDF) за 18 грудня 2014. Процитовано 10 липня 2014.
5. ↑  LaGrange County QuickFacts. Бюро перепису населення США. Архів оригіналу за 6 серпня 2011. Процитовано 25 вересня 2011.(англ.) Наведено за англійською вікіпедією.
6. ↑  QuickFacts. LaGrange County, Indiana. United States Census Bureau. Архів оригіналу за 21 липня 2019. Процитовано 21 липня 2019.
7. ↑  American FactFinder. Бюро перепису населення США. Архів оригіналу за 20 березня 2010. Процитовано 31 січня 2008.

| США | Це незавершена стаття з географії США. Ви можете допомогти проєкту, виправивши або дописавши її. |